# L'orella escapçada

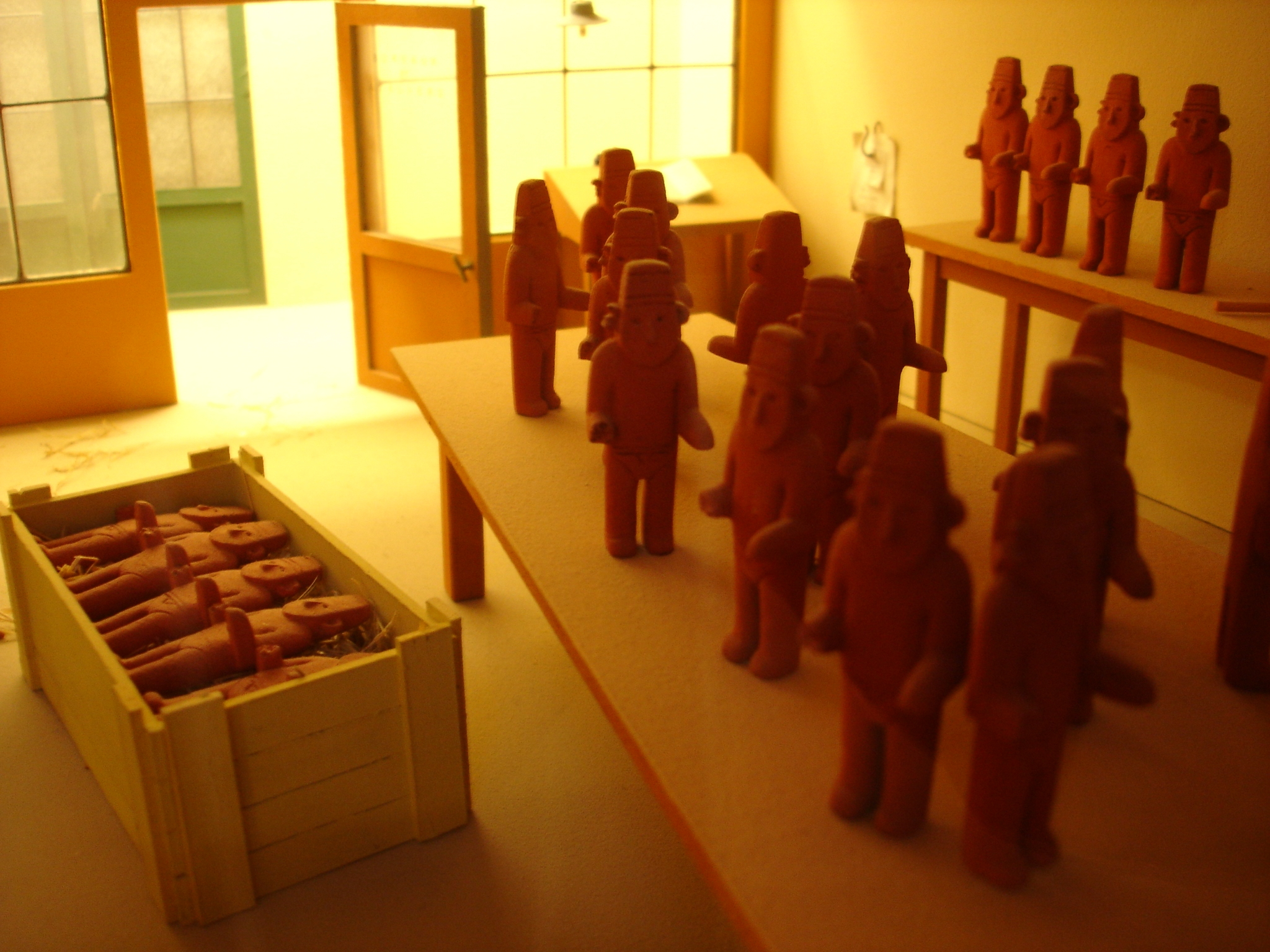
Còpies del fetitxe que apareix a L'orella escapçada

L'orella escapçada o L'orella trencada (en les traduccions més recents) (en francès, L'Oreille cassée) és el sisè àlbum de Les aventures de Tintín i Milú creat per Hergé el 1937.

## Argument
En aquesta història Hergé torna a l'aventura en estat pur. El robatori d'un fetitxe arumbaya porta a en Tintín cap a Sud-amèrica, a la república de San Teodoro. Allí es veu immers en una guerra amb els veïns de Nuevo Rico, i es converteix en l'ajudant del general Alcázar, personatge que tornarà a aparèixer en altres aventures. Tintín s'endinsa a la selva fins a trobar els arumbayes, torna a Europa i retorna el fetitxe al museu. En l'aventura podem observar la denúncia de la guerra del "Gran Chaco" que afectava a Bolívia i Paraguai per la possessió d'uns jaciments petrolífers.

## Països imaginaris
Nuevo Rico és un país imaginari, una república de l'Amèrica del Sud governada pel general Mogador que Tintín visita a l'àlbum L'orella escapçada, quan el país es troba en conflicte amb la república veïna, San Teodoro, per tal d'adjudicar-se la zona fronterera, rica en petroli.
San Teodoro (en francès, San Theodoros) és un país imaginari. El suport del govern borduri a en Tapioca facilità que aquest recuperés fàcilment el poder. Tanmateix, l'Alcázar, després d'una guerra de guerrilles i un gran i ràpid cop d'Estat, expulsà el general del govern. L'Alcázar, trencant amb la tradició, decidí commutar la pena de mort del seu enemic seguint els consells d'en Tintín. Poc temps després se celebraren les primeres eleccions democràtiques del país, que a partir de llavors viuria una època de prosperitat i desenvolupament econòmic.